# الجدس (بعدان)

تعديل مصدري - تعديل

الجدس محلة تابعة لقرية بيت الوحيش، التابعة لعزلة دلال بمديرية بعدان إحدى مديريات محافظة إب في الجمهورية اليمنية، بلغ تعداد سكانها 50 حسب تعداد اليمن لعام 2004.